# Hede Kilder paa Island
Hede Kilder paa Island er en dokumentarfilm fra 1936 instrueret af Niels Nielsen.

## Handling
Hede kilder som stadig koger. Kogende svovlpøl. Hede kilder i Hengill. Springkilden Gryla. Skematisk tegning af Store Geyser. Tegnefilm, der viser, hvorledes udbruddet fremkommer. Store Geysers bassin. Sænkning af vandstanden i bassinet og virkningen af denne sænkning. Store Geyer i udbrud.